# Plutonium(VI)-fluorid
Plutonium(VI)-fluorid (PuF6), meistens Plutoniumhexafluorid genannt, ist eine chemische Verbindung aus den Elementen Plutonium und Fluor. Es ist ein rotbrauner, kristalliner Feststoff, der leicht flüchtig, stark radioaktiv und korrosiv ist. Plutoniumhexafluorid ist beständig in trockener Luft, reagiert jedoch sehr heftig mit Wasser. In den meisten Fällen wird es aus Plutonium(IV)-fluorid (PuF4) durch Umsetzung mit elementarem Fluor (F2) gewonnen.
Bei Normaldruck schmilzt es bei 52 °C und siedet bei 62 °C. Es ist die einzige Plutoniumverbindung, die sich leicht in die Gasphase überführen lässt. Aufgrund dieser Eigenschaften spielt Plutoniumhexafluorid eine Rolle bei der Anreicherung von Plutonium mit Hilfe von Gaszentrifugen, besonders für die Isolierung des reinen Isotops 239Pu, sowie bei der Trennung von Uran und Plutonium bei der Aufarbeitung nuklearer Abfälle.

## Geschichte
Schon recht bald nach der Entdeckung und Isolierung von Plutonium im Jahr 1940 wurde die Existenz von Plutoniumhexafluorid postuliert. Frühe Experimente, die speziell auf die Produktion von Plutoniumhexafluorid analog zu Uranhexafluorid angelegt waren, führten zu widersprüchlichen Ergebnissen. Der Vorschlag, dass Uran aus Plutonium durch Fluorierung von Uran getrennt werden könnte, wurde bereits im Juni 1942 veröffentlicht. Aufgrund des andauernden Zweiten Weltkriegs wurden die weiteren Arbeiten zunächst unter Verschluss gehalten und nicht veröffentlicht.
Damalige Experimente, die mit sehr kleinen Mengen von Plutonium durchgeführt wurden, zeigten, dass eine Verflüchtigung von Plutonium in einem Strom von Fluor nur oberhalb 700 °C auftrat. Spätere Experimente zeigten, dass Plutonium von einer Kupferplatte bei 500 °C durch Fluor verflüchtigt werden konnte und dass die Verflüchtigungsrate in Fluor von Uran über Neptunium zu Plutonium – also mit zunehmender Ordnungszahl – sank. Brown und Hill, denen Plutonium in wenigen Mikrogramm zur Verfügung stand, schlossen 1942 aus Destillationsexperimenten mit Uranhexafluorid, dass höhere Fluoride des Plutoniums instabil sein würden und diese sich bei Raumtemperatur wieder zu Plutoniumtetrafluorid zersetzen. Ebenso zogen sie den Schluss, dass der Dampfdruck dieser Plutoniumverbindung dem des Uranhexafluorids entspricht. Davidson, Katz und Orlemann stellten 1943 fest, dass sich Plutonium unter einer Fluoratmosphäre aus einem Nickelgefäß verflüchtigt und sich das Produkt auf einer Platinoberfläche niederschlägt. Fisher, Vaslow und Tevebaugh vermuteten 1944, dass die Bildungsenthalpie der höheren Fluoride positiv ist, die Bildungsreaktion also endotherm ist, und diese daher nur bei höheren Temperaturen in einer Fluoratmosphäre stabil sein dürften. Alan E. Florin stellte 1944 eine flüchtige Verbindung des Plutoniums her, von der angenommen wurde, dass es sich um Plutoniumhexafluorid handelte. Das Produkt zersetzte sich aber, bevor es identifiziert werden konnte. Das flüchtige Material schlug sich zunächst auf Glas an einer kühleren Stelle nieder, nach einigen Minuten sank die Flüchtigkeit merklich, und das Material änderte seinen Aggregatzustand von fest nach flüssig. Man vermutete eine Reaktion des Fluorids mit der Glasoberfläche. Um die Eigenschaften des Plutoniumhexafluorids vorherzusagen, verwendeten Brewer, Bromley, Gilles und Lofgren bereits bekannte thermodynamische Daten sowie weitere Angaben, die aus dem Vergleich von Uran- und Plutoniumverbindungen stammen.
Die wesentlichen Ergebnisse lieferte Florin im Jahr 1950. Genauere thermodynamische Daten sowie technische Verbesserungen der verwendeten Apparaturen wurden 1952 erarbeitet und 1953 zusammengefasst. Vier britische Arbeiten folgten in den Jahren 1951 bis 1953. Malm und Weinstock sowie Hawkins, Mattraw und Sabol steuerten weitere Ergebnisse bei. Die vorhergehenden bisher unter Verschluss liegenden Publikation wurden bis 1955 freigegeben und gemeinsam im Journal of Inorganic and Nuclear Chemistry im Jahr 1956 veröffentlicht. Alle verfügbaren Daten bis zum Mai 1963 wurden von Steindler zusammengefasst.

## Darstellung

### Standardmethode
Die übliche Methode zur Darstellung von Plutoniumhexafluorid ist die Umsetzung von Plutonium(IV)-fluorid (PuF4) mit elementarem Fluor (F2).
{\displaystyle \mathrm {PuF_{4}\ +\ F_{2}\ \longrightarrow \ PuF_{6};\quad \Delta } H=25{,}48\ \mathrm {kJ\cdot mol^{-1}} } 
Die Reaktion ist endotherm. Das Produkt bildet sich recht schnell bei Temperaturen von 750 °C; hohe Ausbeuten können erreicht werden, wenn das PuF6 schnell kondensiert und damit aus dem Gleichgewicht entfernt wird.
In gleicher Weise entsteht Uranhexafluorid (UF6) zügig schon bei 300 °C aus Urantetrafluorid (UF4) und Fluor (F2), Neptuniumhexafluorid (NpF6) bei 500 °C aus Neptuniumtetrafluorid (NpF4) und F2.

### Andere Methoden
Plutoniumhexafluorid wurde auch durch Fluorierung von Plutonium(III)-fluorid oder Plutonium(IV)-oxid dargestellt.
{\displaystyle {\ce {2 PuF3 + 3 F2 -> 2 PuF6}}}
{\displaystyle {\ce {PuO2 + 3 F2 -> PuF6 + O2}}}
Plutonium(III)-fluorid, Plutonium(IV)-oxalat bzw. Plutonium(IV)-oxid wurden jeweils in einem Gasstrom von Fluorwasserstoff und Sauerstoff bei etwa 700 °C umgesetzt; dies führte in allen Fällen zu einer vollständigen Verflüchtigung dieser Ausgangsstoffe zum Plutoniumhexafluorid.
Plutoniumtetrafluorid wurde mit Sauerstoff bei 800 °C gleichfalls zu Plutoniumhexafluorid umgesetzt.
{\displaystyle {\ce {3 PuF4 + O2 -> 2 PuF6 + PuO2}}}
Die Synthese gelingt hingegen schon bei Raum- bzw. niedrigeren Temperaturen mittels Kryptondifluorid (KrF2) bzw. Disauerstoffdifluorid (O2F2) sowie durch Bestrahlung mit UV-Licht.

## Eigenschaften

### Physikalische Eigenschaften

Vereinfachtes Phasendiagramm von Plutoniumhexafluorid

Frisch bei −180 °C kondensiertes und im Vakuum verschlossenes Plutoniumhexafluorid ist anfänglich eine farblose kristalline Substanz, ähnlich dem Uranhexafluorid; beim Erwärmen auf Raumtemperatur ändert sich die Farbe auf rotbraun. Unter Normaldruck (1.013,25 hPa) schmilzt es bei 52 °C und siedet bei 62 °C. Der Tripelpunkt, an dem die drei Phasen fest, flüssig und gasförmig im Gleichgewicht stehen, liegt bei einer Temperatur von 51,58 °C (324,74 K) bei einem Druck von 710 hPa (533 Torr). Dies bedeutet, dass unterhalb dieses Drucks festes Plutoniumhexafluorid beim Erwärmen durch Sublimation direkt in den gasförmigen Zustand übergeht. Die Flüchtigkeit von PuF6 ist ähnlich derjenigen von Uranhexafluorid (UF6) und Neptuniumhexafluorid (NpF6); sie gehören zusammen zu den drei bisher bekannten Hexafluoriden der Actinoidenelemente. Die Bildungsentropie (S0m) beträgt für festes PuF6: 221,8 ± 1,1 J·K−1·mol−1, für gasförmiges PuF6: 368,9 ± 1,0 J·K−1·mol−1. Festes PuF6 ist paramagnetisch; die molare magnetische Suszeptibilität χmol beträgt 173 · 10−6 cm3·mol−1 (22 °C).

### Kristall- und Molekülstruktur
Plutoniumhexafluorid ist eine kovalente Verbindung und kein Salz. Es kristallisiert im orthorhombischen Kristallsystem in der Raumgruppe Pnma (Nr. 62) mit den Gitterparametern a = 995 pm, b = 902,0 pm und c = 526,0 pm mit vier Formeleinheiten pro Elementarzelle. Im gasförmigen Zustand besteht es aus regulär oktaedrischen Molekülen (Oh) mit einheitlicher Pu–F-Bindungslänge von 197,1 pm.

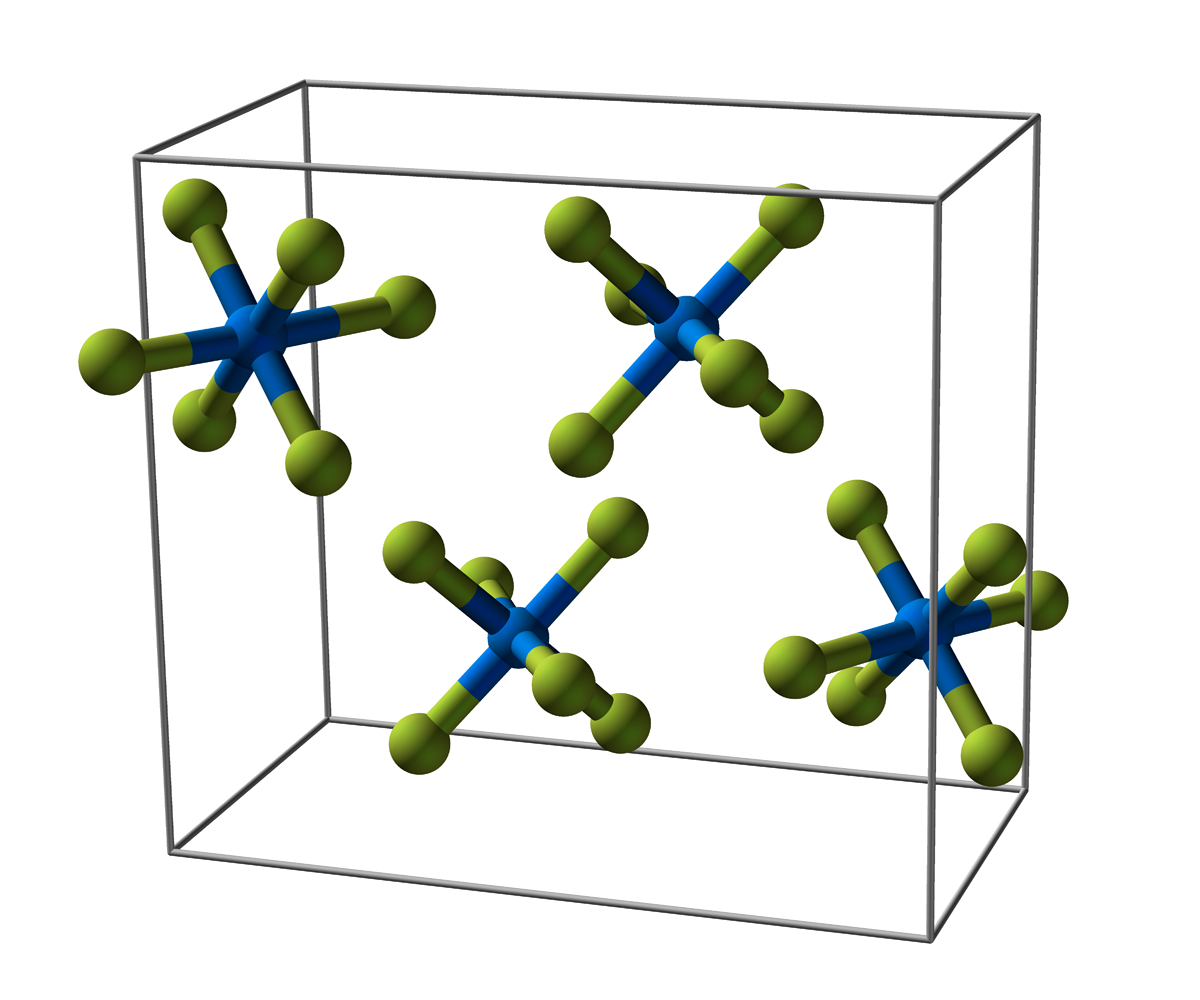
Elementarzelle des Plutoniumhexafluorids
Bindungslänge und -winkel beim gasförmigen Plutoniumhexafluorid[36]

### Spektroskopische Eigenschaften
Plutoniumhexafluorid besitzt sechs Grundschwingungen. ν1, ν2 und ν3 sind Streckschwingungen und ν4, ν5 und ν6 sind Biegeschwingungen. ν1, ν2 und ν5 sind Raman-aktiv, ν3 und ν4 IR-aktiv, ν6 ist IR- und Raman-inaktiv. Das Raman-Spektrum von PuF6 konnte bislang nicht beobachtet werden, aufgrund der raschen photochemischen Zersetzung bei 564,1 nm. Wird PuF6-Gas bei 532 nm angeregt, so ist eine Fluoreszenz im 1900- und 4800-nm-Bereich zu beobachten; wird 242PuF6-Gas bei 1064 nm angeregt, so ist ein Fluoreszenzmaximum bei 2300 nm zu beobachten.
| Grundschwingung[45][46] | ν1  | ν2  | ν3  | ν4  | ν5  | ν6  |
| Termsymbol              | A1g | Eg  | F1u | F1u | F2g | F2u |
| Wellenzahl (cm−1)       | 628 | 523 | 615 | 203 | 211 | 171 |
| IR-aktiv                | −   | −   | +   | +   | −   | −   |
| Raman-aktiv             | +   | +   | −   | −   | +   | −   |

### Chemische Eigenschaften

#### Reaktionen mit anderen Stoffen
Plutoniumhexafluorid ist in trockener Luft beständig. Es reagiert hingegen sehr heftig mit Wasser, schon durch Luftfeuchtigkeit, wobei das wasserlösliche Plutonyl(VI)-fluorid (PuO2F2) und Fluorwasserstoff (HF) entstehen.
{\displaystyle {\ce {PuF6 + 2 H2O -> PuO2F2 + 4 HF}}}
Es kann bei Raumtemperatur in Quarz- oder PYREX-Ampullen sehr lange aufbewahrt werden, wenn sichergestellt ist, dass keine Spuren von Feuchtigkeit vorhanden sind, das Glas selbst von allen Gaseinschlüssen frei ist und eventuell vorhandener Fluorwasserstoff (HF) restlos entfernt wurde.
Eine möglichst vollständige Reduktion von Plutoniumhexafluorid zum Plutoniumdioxid ist ebenfalls von Bedeutung. Das in einer Sauerstoff-Methan-Flamme entstehende Kohlenstoffmonoxid ist ein gutes Reduktionsmittel, um die Dioxide der Actinoiden direkt aus den Hexafluoriden zu erhalten.

#### Zersetzungsreaktionen
Plutoniumhexafluorid zersetzt sich wiederum zu Plutonium(IV)-fluorid (PuF4) und elementarem Fluor (F2):
{\displaystyle {\ce {PuF6 -> PuF4 + F2}}}
- Es ist eine merkliche thermische Zersetzung zum Plutonium(IV)-fluorid zu beobachten;[49][50][51][52] sie setzt bei Raumtemperatur noch nicht ein, läuft aber sehr rasch bei 280 °C ab.[27]
- Ferner unterliegt es der Autoradiolyse, also der Zersetzung durch die eigene Radioaktivität, und bildet dabei ebenfalls Plutonium(IV)-fluorid und elementares Fluor.[6][53][54] Sobald sich emittierte α-Teilchen durch das Kristallgitter bewegen, werden Bindungen gebrochen und die Zersetzung von PuF6 zu F2 und den niederen Plutoniumfluoriden setzt ein. Die Zersetzungsrate durch α-Strahlung beim Isotop 239Pu beträgt durchschnittlich 1,5 % pro Tag in der festen Phase. Die anfängliche hohe Abbaurate von 1,78 % pro Tag kann zum Teil auf die Reaktion des PuF6 mit dem Behältermaterial zurückgeführt werden. Sie ist jedoch in der Gasphase deutlich kleiner.[27][35] Wenn der Druck des PuF6 von 100 auf 50 Torr (≈ 133 bzw. 67 mbar) abgesenkt wird, wird eine geringere Abbaurate beobachtet. In jahrzehntealten dichten PuF6-Zylindern wurde ein überraschend niedriger Gasdruck gemessen; es wurde angenommen, dass eine Rekombination mit F-Atomen stattfindet.[55] Plutoniumhexafluorid wird gleichfalls durch γ-Strahlung zersetzt.[56]
- Sowohl PuF6 als auch NpF6 sind lichtempfindlich und zersetzen sich zu den Tetrafluoriden und Fluor.[30] Durch Laserbestrahlung mit einer Wellenlänge von 337 nm (Stickstofflaser) zersetzt es sich zu Plutonium(V)-fluorid (PuF5) und Fluor. Diese laserinduzierte Zersetzung konnte mit abnehmender Effizienz bis zu einer Wellenlänge von 520 nm beobachtet werden.[57] Eine Absorptionsbande bei 564,1 nm führt auch in diesem Bereich zu einer raschen photochemischen Zersetzung.[24]

## Verwendung
Plutoniumhexafluorid spielt eine Rolle bei der Anreicherung von Plutonium, besonders für die Isolierung des spaltbaren Isotops 239Pu (Halbwertszeit: 24.110 Jahre) aus bestrahltem Uran.
Vor allem muss bei der Verwendung für Kernwaffen das als Verunreinigung anwesende 241Pu (Halbwertszeit: 14,35 Jahre) aus zwei Gründen abgetrennt werden:
- Es erzeugt durch Spontane Spaltung genügend Neutronen, um eine unkontrollierte vorzeitige Zündung auszulösen.
- Es zerfällt durch β-Zerfall zudem zu 241Am, so dass nach längerer Lagerung merkliche Mengen Americium entstehen, die entfernt werden müssen.

Die Trennung von Plutonium und darin enthaltenem Americium gelingt durch Reaktion mit Disauerstoffdifluorid (O2F2). Länger gelagertes PuF4 wird bei Raumtemperatur fluoriert, um PuF6-Gas zu erhalten, welches separat aufgefangen und wieder zu PuF4 reduziert wird. Das enthaltene Americium(IV)-fluorid (AmF4) wird nicht umgesetzt. Das Reaktionsprodukt enthält daher nur noch sehr wenig Americium, während der nicht umgesetzte feste Rückstand entsprechend erhöhte Konzentrationen an Americium hat.
Die Trennung von Uran- und Plutoniumhexafluorid ist bei der Aufarbeitung nuklearer Abfälle ein bislang ungelöstes Problem. Aus Salzschmelzen, die Uran und Plutonium enthalten, kann das Uran durch Fluorierung weitgehend als UF6 entfernt werden, da es bei hohen Temperaturen stabiler ist; nur wenig Plutonium entweicht dagegen als PuF6.

## Sicherheitshinweise
Plutoniumhexafluorid wirkt hauptsächlich auf drei verschiedene Weisen auf den menschlichen Körper:
- Es ist eine sehr aggressive Substanz, die jedes Gewebe angreift. Beim Kontakt des Gases mit Körperflüssigkeiten bildet sich Flusssäure, die auf der Haut und den Schleimhäuten der Atemwege Verätzungen hervorruft. Die Exposition des Menschen gegenüber dem Gas wirkt sich zunächst auf die Augen und Atemwege aus und verursacht Reizungen, Verlust des Sehvermögens, Husten und übermäßige Bildung von Speichel und Auswurf. Nach längerer Exposition führt dies zu Pneumonitis und Lungenödemen und kann zum Tod führen.
- Es ist sehr giftig beim Einatmen und Verschlucken. Außerdem besteht die Gefahr der Anreicherung im menschlichen Körper, was vor allem die Leber und die Nieren betrifft.
- Es ist stark radioaktiv.